# Thouarella typica
Thouarella typica är en korallart som beskrevs av Sôichirô Kinoshita 1907. Thouarella typica ingår i släktet Thouarella och familjen Primnoidae. Inga underarter finns listade i Catalogue of Life.